# Geraldo Thadeu
Geraldo Thadeu Pedreira dos Santos (Jacuí 26 de outubro de 1945) é um político brasileiro filiado atualmente ao Republicanos.
Geraldo se filiou ao Partido da Social Democracia Brasileira (PSDB) em 1989 e foi eleito prefeito de Poços de Caldas em 1996. Em 2001 se filiou ao Partido Popular Socialista (PPS) e foi eleito três vezes deputado federal pela legenda. Em 2011 foi um dos fundadores do Partido Social Democrático (PSD). Em 2012 se candidatou novamente a prefeito de Poços de Caldas pelo PSD mas não foi eleito. Em 2014 tentou a reeleição para a Câmara Federal e terminou como suplente. Em 2020 disputou pela terceira vez a prefeitura de Poços de Caldas, dessa vez pelo Republicanos, sem sucesso.